# Kazahstan na Svetovnem prvenstvu v hokeju na ledu 2009
Kazahstan na Svetovnem prvenstvu v hokeju na ledu 2009 D1, ki je potekalo med 11. in 17. aprilom 2009 v litvanskem mestu Vilna. V elitno skupino svetovnega hokeja je vodilo prvo mesto na turnirju. 

## Postava
- Selektor: Andrei Šajanov (pomočnika: Galim Mambetalijev in Sergei Tambulov)
- Vratarji: Aleksei Kuznecov, Ivan Pološkov, Pavel Žitkov
- Branilci: Vladimir Antipin, Jevgenij Fadejev, Vladislav Kolesnikov, Andrei Korabeinikov, Artemi Lakiza, Jevgenij Mazunin, Georgi Petrov, Roman Savčenko, Sergei Jakovenko
- Napadalci: Sergei Aleksandrov, Maksim Beljajev, Andrei Gavrilin, Aleksander Koreškov, Roman Kozlov, Vadim Krasnoslobocev, Andrei Ogorodnikov, Jevgenij Rimarev, Andrei Samohvalov, Aleksander Šin, Vitali Smoljaninov, Ilja Solarev, Andrei Spiridonov, Roman Starčenko, Aleksei Voroncov, Oleg Jeremejev

## Tekme
| 11. april 2009 | Litva | 1 - 5 | Kazahstan | Siemens Arena, Vilna |

| Poročilo tekme | Poročilo tekme                               | Poročilo tekme         | Poročilo tekme | Poročilo tekme                   |
| -------------- | -------------------------------------------- | ---------------------- | --- | -------------------------------- |
| Začetek: 20:00 | Kumeliauskas (Kumeliauskas, Aliukonis) 46:25 | ( 0 - 1, 0 - 2, 1 - 2) | Jakovenko (Krasnoslobocev, Solarev) 02:37 Rimarev (Starčenko, Koreškov) PP1 03:57 Solarev (Krasnoslobocev) 25:29 Savčenko (Gavrilin, Krasnoslobocev) PP2 53:14 Koreškov (Aleksandrov, Jakovenko) PP2 54:29 | Gledalci: 7300 Sodnik: Pat Smith |

| 13. april 2009 | Kazahstan | 6 - 1 | Hrvaška | Siemens Arena, Vilna |

| Poročilo tekme | Poročilo tekme | Poročilo tekme         | Poročilo tekme                 | Poročilo tekme                    |
| -------------- | --- | ---------------------- | ------------------------------ | --------------------------------- |
| Začetek: 16:30 | Samohvalov (Beljajev, Fadejev) 07:06 Rimarev (Antipin) PP1 07:44 Gavrilin (Jakovenko) 11:46 Mazunin (Beljajev, Samohvalov) 25:06 Starčenko (Lakiza) SH1 32:41 Starčenko (Rimarev) 36:08 | ( 3 - 0, 3 - 1, 0 - 0) | Mladjenović (Žibret) PP1 34:57 | Gledalci: 1200 Sodnik: Juraj Konc |

| 14. april 2009 | Kazahstan | 3 - 1 | Japonska | Siemens Arena, Vilna |

| Poročilo tekme | Poročilo tekme                                                                                      | Poročilo tekme         | Poročilo tekme  | Poročilo tekme                        |
| -------------- | --------------------------------------------------------------------------------------------------- | ---------------------- | --------------- | ------------------------------------- |
| Začetek: 13:00 | Voroncov (Šin, Fadejev) 18:36 Gavrilin (Savčenko, Jakovenko) PP1 30:46 Rimarev (Gavrilin) PP1 57:03 | ( 1 - 0, 1 - 1, 1 - 0) | Saito PP2 27:32 | Gledalci: 300 Sodnik: Antonin Jerabek |

| 16. april 2009 | Kazahstan | 13 - 2 | Avstralija | Siemens Arena, Vilna |

| Poročilo tekme | Poročilo tekme | Poročilo tekme         | Poročilo tekme                                             | Poročilo tekme                       |
| -------------- | --- | ---------------------- | ---------------------------------------------------------- | ------------------------------------ |
| Začetek: 16:30 | Savčenko (Solarev) PP1 03:51 Rimarev (Starčenko) SH1 04:35 Krasnoslobocev (Solarev, Savčenko) 07:29 Starčenko (Koreškov, Lakiza) 12:47 Beljajev (Fadejev, Mazunin) PP1 19:34 Voroncov (Spiridonov) 36:46 Rimarev (Antipin, Beljajev) 39:50 Gavrilin (Krasnoslobocev, Solarev) 40:27 Beljajev (Aleksandrov, Mazunin) 50:11 Krasnoslobocev (Gavrilin) 52:26 Starčenko (Rimarev, Koreškov) 53:51 Krasnoslobocev (Gavrilin) 55:38 Beljajev (Aleksandrov, Mazunin) 56:46 | ( 5 - 0, 2 - 0, 6 - 2) | Villani (Seymour, Starke) 46:59 Upton (Stransky) PP1 55:00 | Gledalci: 400 Sodnik: Richard Schütz |

| 17. april 2009 | Slovenija | 1 - 2 | Kazahstan | Siemens Arena, Vilna |

| Poročilo tekme | Poročilo tekme                 | Poročilo tekme         | Poročilo tekme                                                | Poročilo tekme                         |
| -------------- | ------------------------------ | ---------------------- | ------------------------------------------------------------- | -------------------------------------- |
| Začetek: 16:30 | Šivic (Robar, Murič) PP1 56:11 | ( 0 - 1, 0 - 1, 1 - 0) | Solarev (Krasnoslobocev) 08:24 Solarev (Krasnoslobocev) 29:56 | Gledalci: 4800 Sodnik: Antonin Jerabek |

## Seznam reprezentantov s statistiko

### Vratarji
| #  | Igralec          | OT | OMIN | PG | PGT | KM | PPPG | PSHG |
| 29 | Ivan Pološkov    | 5  | 120  | 3  | 1,5 | 0  | 2    | 0    |
| 30 | Aleksei Kuznecov | 5  | 180  | 3  | 1   | 0  | 2    | 0    |
| -- | ---------------- | -- | ---- | -- | --- | -- | ---- | ---- |

### Drsalci
| #  | Igralec              | OT | DG | DA | TOČ | DGT | DAT | DPPG | DPPGT | DSHG | DSHGT | KM |
| 3  | Jevgenij Mazunin     | 5  | 1  | 3  | 4   | 0,2 | 0,6 | 0    | 0     | 0    | 0     | 2  |
| 4  | Sergei Jakovenko     | 5  | 1  | 3  | 4   | 0,2 | 0,6 | 0    | 0     | 0    | 0     | 2  |
| 5  | Vladislav Kolesnikov | 5  | 0  | 0  | 0   | 0   | 0   | 0    | 0     | 0    | 0     | 0  |
| 6  | Artemi Lakiza        | 5  | 0  | 2  | 2   | 0   | 0,4 | 0    | 0     | 0    | 0     | 4  |
| 7  | Jevgenij Fadejev     | 5  | 0  | 3  | 3   | 0   | 0,6 | 0    | 0     | 0    | 0     | 6  |
| 9  | Vladimir Antipin     | 5  | 0  | 2  | 2   | 0   | 0,4 | 0    | 0     | 0    | 0     | 4  |
| 10 | Maksim Beljajev      | 5  | 3  | 3  | 6   | 0,6 | 0,6 | 1    | 0,2   | 0    | 0     | 8  |
| 11 | Roman Savčenko       | 5  | 2  | 2  | 4   | 0,4 | 0,4 | 2    | 0,4   | 0    | 0     | 6  |
| 14 | Aleksei Voroncov     | 5  | 2  | 0  | 2   | 0,4 | 0   | 0    | 0     | 0    | 0     | 2  |
| 15 | Andrei Samohvalov    | 5  | 1  | 1  | 2   | 0,2 | 0,2 | 0    | 0     | 0    | 0     | 0  |
| 16 | Aleksander Šin       | 5  | 0  | 1  | 1   | 0   | 0,2 | 0    | 0     | 0    | 0     | 6  |
| 17 | Aleksander Koreškov  | 5  | 1  | 3  | 4   | 0,2 | 0,6 | 1    | 0,2   | 0    | 0     | 0  |
| 18 | Jevgenij Rimarev     | 5  | 5  | 2  | 7   | 1   | 0,4 | 3    | 0,6   | 1    | 0,2   | 6  |
| 20 | Georgi Petrov        | 5  | 0  | 0  | 0   | 0   | 0   | 0    | 0     | 0    | 0     | 6  |
| 22 | Roman Starčenko      | 5  | 4  | 2  | 6   | 0,8 | 0,4 | 0    | 0     | 1    | 0,2   | 2  |
| 23 | Andrei Spiridonov    | 5  | 0  | 1  | 1   | 0   | 0,2 | 0    | 0     | 0    | 0     | 8  |
| 24 | Sergei Aleksandrov   | 5  | 0  | 3  | 3   | 0   | 0,6 | 0    | 0     | 0    | 0     | 2  |
| 25 | Ilja Solarev         | 5  | 3  | 4  | 7   | 0,6 | 0,8 | 0    | 0     | 0    | 0     | 4  |
| 26 | Vadim Krasnoslobocev | 5  | 3  | 6  | 9   | 0,6 | 1,2 | 0    | 0     | 0    | 0     | 0  |
| 28 | Andrei Gavrilin      | 5  | 3  | 4  | 7   | 0,6 | 0,8 | 1    | 0,2   | 0    | 0     | 2  |
| -- | -------------------- | -- | -- | -- | --- | --- | --- | ---- | ----- | ---- | ----- | -- |